# Tarnowiec (województwo podkarpackie)
Tarnowiec – wieś w Polsce położona w województwie podkarpackim, w powiecie jasielskim, siedziba gminy Tarnowiec. Wieś leży na wzniesieniu 268 m n.p.m. w dorzeczu Jasiołki, przy linii kolejowej 108 (Jasło 9 km – Jedlicze 6 km).
W latach 1975–1998 miejscowość położona była w województwie krośnieńskim.

## Części wsi
| SIMC    | Nazwa        | Rodzaj    |
| ------- | ------------ | --------- |
| 0361206 | Grobel       | część wsi |
| 0361198 | Janice       | część wsi |
| 0361212 | Kwiatkowiska | część wsi |

## Historia
W latach 1328–1333 miejscowość należała do rycerza Pełki, (w l. 1340–1350) – kasztelana sądeckiego, a od 1355 roku chorążego krakowskiego, który zapisał Tarnowiec córce Cudce, co potwierdził król w 1332 roku. Cudka była żoną Niemierzy z Gołczy. W roku 1536 dzierżawcą wsi był szlachcic Baltazar Dąbrowski z Siepietnicy. Jakub i Władysław Galowscy, poprzedni właściciele, opuścili wieś w 1591 roku z powodu zadłużenia. Po Baltazarze Dąbrowskim, wieś przeszła na jego córki: Annę Herburt i Zofię Stadnicką. Stadniccy herbu Szreniawa, zagorzali zwolennicy reformacji, założyli tu zbór kalwiński. Zadłużone dobra Herburtów i Stadnicich sukcesywnie od roku 1575 wykupywał chorąży halicki — Paweł Skotnicki herbu Bogoryia. W roku 1581 w rejestrze poborowym, Paweł Skotnicki był wymieniony jako właściciel.
W 1665 roku miejscowość stała się w połowie własnością Kuropatnickich, a w połowie Skotnickich. Właścicielami był też ród Pilińskich herbu Bełty. Ostatni z Kuropatnickich, Józef Ksawery, nie ożenił się i zmarł bezpotomnie. W 1833 roku majątkiem rządził Aleksander Piliński, po jego śmierci Stanisław – jego syn. Ewaryst Andrzej Kuropatnicki kasztelan buski, bełski, osobowość oświecenia: geograf i heraldyk, po ojcu odziedziczył dobra tarnowieckie i jego dwór był ważnym ośrodkiem oświeceniowym i życia kulturalnego w Galicji, gdzie wystawiano sztuki teatralne, słuchano występów kapel i bywali na nim znakomici artyści. Tu przechowywał zbiory biblioteki, którą wykupił od Jezuitów w Krośnie w ramach ratowania przed rosyjskim rabunkiem i spaleniem.
Dziedzic Tarnowca, Ewaryst Andrzej Kuropatnicki, był zwolennikiem konfederacji barskiej. Sprzyjali konfederacji dziedzice Jedlicza: Karniccy, Mniszchowie i okoliczna szlachta. Główną bazą zaopatrzeniową oddziałów konfederackich był Tarnowiec, gdzie gromadzono dostawy żywności, paszy, mundury i konie dla konfederatów. Oficerem zaopatrzeniowym był Józef Miączyński (1743–1793), przebywający często we dworach w Tarnowcu. Gościł również Tarnowiec i okoliczne dwory innych przywódców konfederacji: Bierzyńskiego, Drozda, Kazimierza Pułaskiego.
Kiedy najmłodszy syn, właściciela dworu Józef Ksawery Kuropatnicki, wyjeżdżał z Tarnowca do szkół, ojciec przekazał mu instrukcję wychowawczą, pt. Krótkie napomnienie od kochającego ojca dane ukochanemu synowi... przy odjeździe na nauki do konwiktu rzeszowskiego Scholarum Piarum anno 1776. Wydał ją F. Majchrowicz w Przyjacielu Szkoły 1923, nr 19–20.
Ewaryst Andrzej Kuropatnicki zmarł 21 lutego 1788 roku w Tarnowcu i tu został pochowany w kościele parafialnym.
Gościła w dworze tym elita kultury okresu Młodej Polski. W dworze Pilińskich znajdują się malowidła ścienne autorstwa Witkacego.
W roku 1975 w miejscowości utworzono Hutę Szkła Tarnowiec w której pracował m.in. Jerzy Słuczan-Orkusz oraz Jerzy Maraj. Huta funkcjonowała w latach 1975–2012.

## Sanktuarium Matki Bożej Zawierzenia w Tarnowcu
Parafia Tarnowiec powstała na przełomie XIV i XV wieku. Przez pierwsze wieki nosiła ona wezwanie Trójcy Przenajświętszej. Jednak po wybudowaniu kolejnego kościoła w Tarnowcu, od 1600 roku parafia tytułuje się wezwaniem: Narodzenia Najświętszej Maryi Panny. W roku 1998 założono w Tarnowcu Kalwarię Nienarodzonych, poświęcił ją ks. bp Edward Białogłowski. Centrum sanktuarium stanowi kościół z Cudowną Figurą MB Zawierzenia, obok znajduje się Mała Kalwaria ze stacjami różańcowymi i Drogi krzyżowej, Źródełko Matki Bożej, Kalwaria Nienarodzonych oraz ogrody.

### Cudowna Figura[8]
W Tarnowcu znajduje się cudowna figura Tarnowieckiej Matki Bożej Zawierzenia. Została ona wyrzeźbiona przez nieznanego artystę, na początku XV wieku. Jej szczególny kult rozpoczął się w Jaśle. Po pożarze w Jaśle zaborcy chcieli zlikwidować kult Matki Bożej i figurę oddać na przechowanie do zakrystii w Dukli. Ks. Walenty Karwowski, dziekan jasielski i proboszcz w Tarnowcu, nie wykonał polecenia władz austriackich, ukrywając figurę w Tarnowcu. Pod wpływem tego kapłana, w 1789 r. hrabina Katarzyna Kuropatnicka z Łętowskich, po śmierci męża Ewarysta Andrzeja Kurapatnickiego, właścicielka Tarnowca wniosła do Gubernium Lwowskiego przez konsystorz biskupi tarnowski podanie, w którym powołując się na zasługi swego ojca Stanisława Łętowskiego, dla dworu cesarskiego, prosiła by statua została sprzedana kościołowi w Tarnowcu. Po jej piśmie figurę wyceniono i wykupiono dla Tarnowca.
Jest to gotycka figura o wysokości 153 cm, rzeźbiona w drewnie lipowym przedstawia Maryję w pozycji stojącej, trzymającą w lewej ręce Dzieciątko Jezus, w prawej zaś berło. Dzieciątko trzyma również w prawej rączce berło, a w lewej jabłko. Postać Maryi okrywa płaszcz pozłacany z niebieskim podbiciem. U stóp Madonny trzej aniołowie zdają się unosić Ją w górę.
Koronowana została 8 września 1925 roku przez biskupa Karola Fischera.

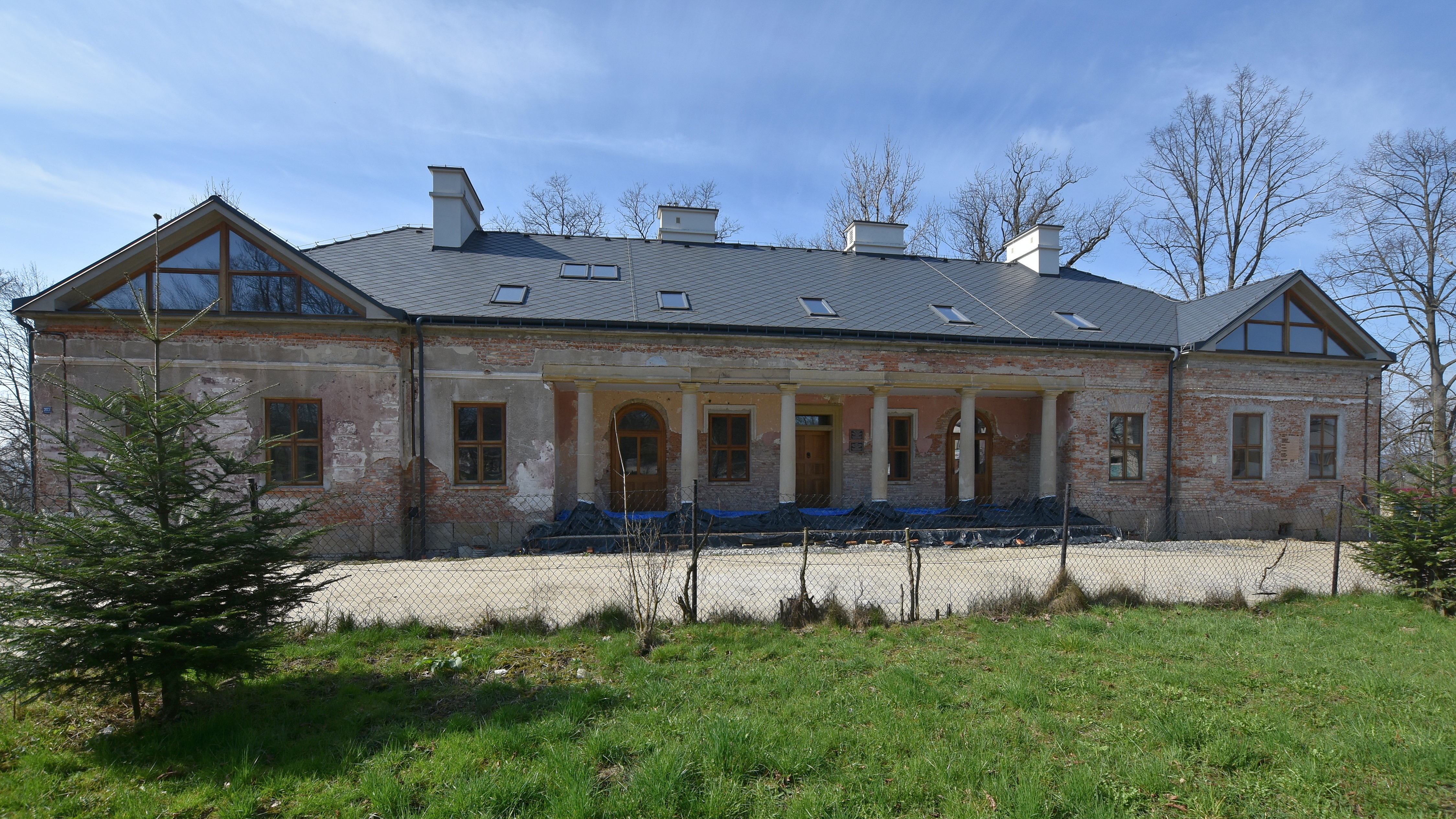
Zabytkowy dwór Pilińskich
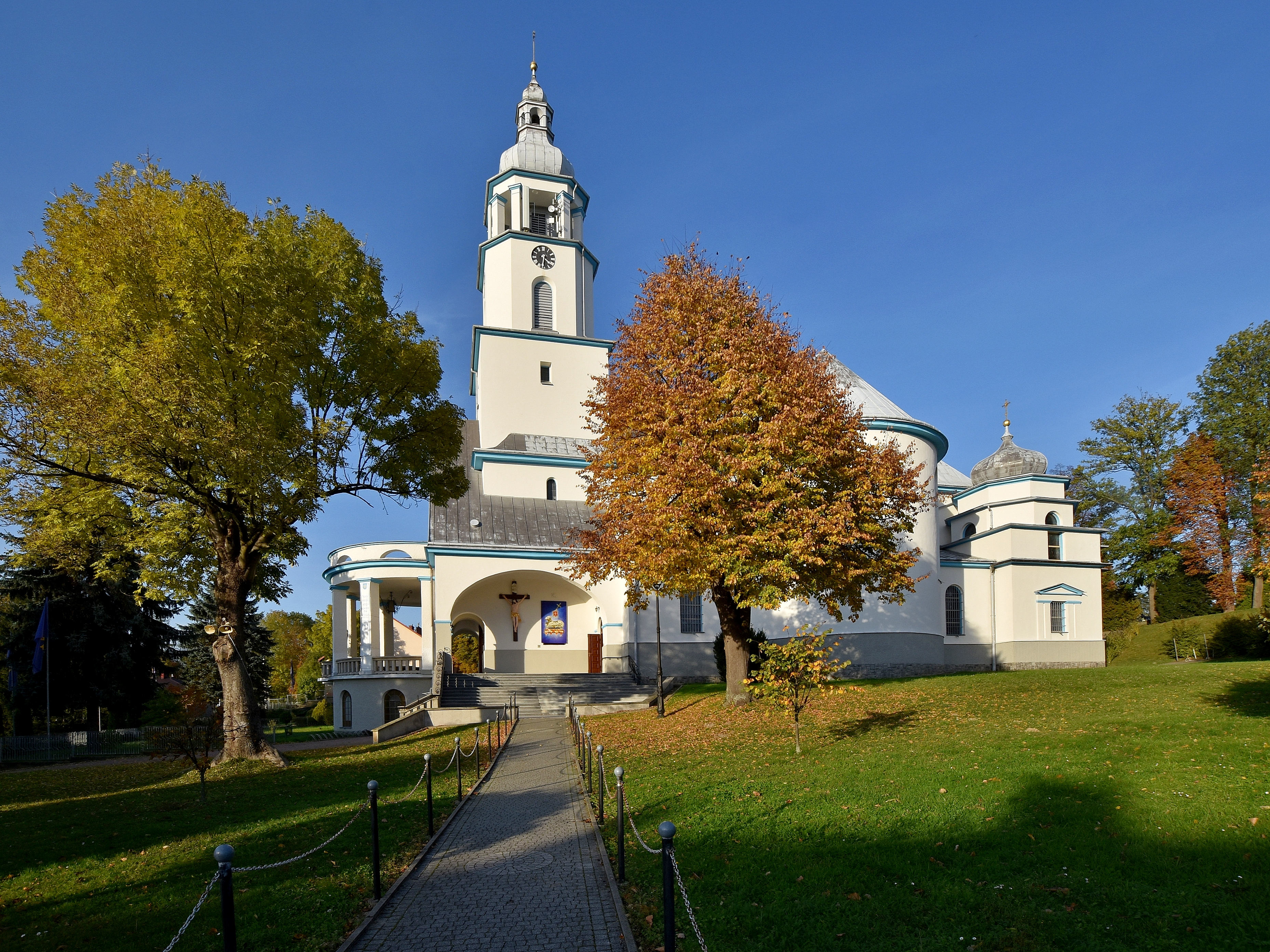
Sanktuarium Matki Bożej Zawierzenia
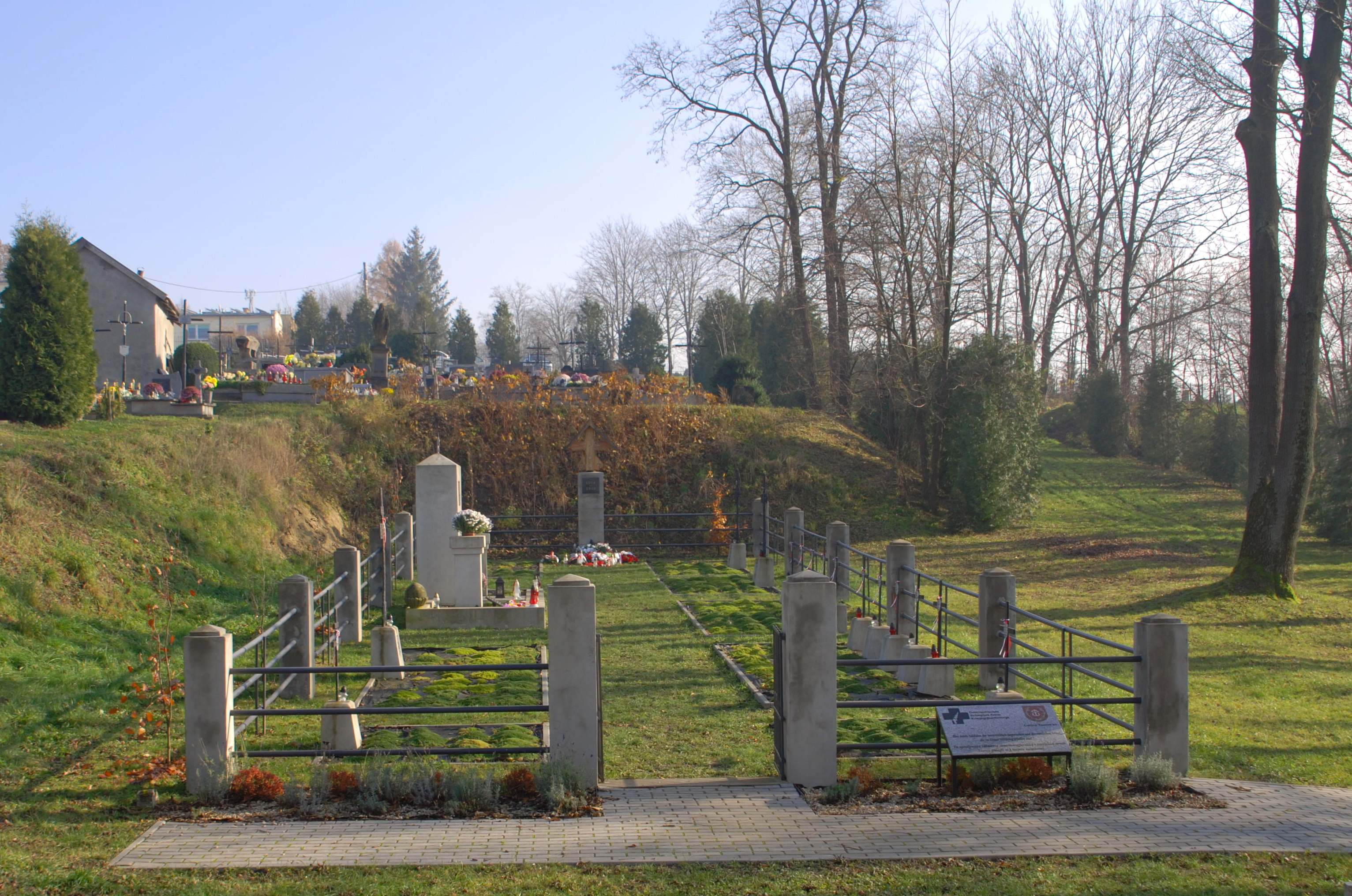
Cmentarz wojenny nr 19

## Zabytki
W Tarnowcu znajdują się następujące zabytki prawnie chronione:
- dwór Pilińskich z pierwszej tercji XIX w.(nr rej.: A-77 z 22.10.2003)
- piwnice starego dworu Kuropatnickich, poł. XVIII (nr rej.: A-77 z 22.10.2003)
- plebania z 1789,  (nr rej.: A-303 z 23.11.1993)

Inne obiekty o znaczeniu historycznym:
- pozostałości zespołu kościelnego z XVIII wieku: ogrodzenie kościoła ze stacjami Drogi Krzyżowej, z bramką i schodami (1760), dzwonnicę (1797) Ogrójec (XVIII w)
- pęknięty dzwon z 1599 r.
- obelisk (1826).
- obelisk grunwaldzki z orłem, wykonany w pracowni Dacylów z Jasła.
- karczma z XVII lub XVIII w.
- 3 kapliczki z XIX w.
- mogiły z I i II wojny światowej
- cmentarz I wojny światowej nr 19

## Związani z Tarnowcem
- Tadeusz Piliński (1836–1867) – urodzony w tej miejscowości, historyk, agent Hôtelu Lambert, epistolograf.
- Włodzimierz Piliński (1856–1912) – urodzony w tej miejscowości, adwokat, poseł do austriackiej Rady Państwa.
- Ewaryst Andrzej Kuropatnicki – dziedzic Tarnowca, geograf i heraldyk.
- Józef Miączyński (1743–1793) – konfederat barski.